# Zsukao
Zsukao (egyszerűsített kínai írással: 如皋) város Kínában, Csiangszu tartományban. Lakosainak száma 1 238 448 fő (2020).

## Népesség
| 2010 | 1 267 066 |
| 2020 | 1 238 448 |